# تومي بيتروفيتش
تومي بيتروفيتش (11 مارس 1999 بتولوز في فرنسا - ) هو لاعب كرة قدم كرواتي في مركز الهجوم.

## وصلات خارجية
- تومي بيتروفيتش على موقع قاعدة بيانات كرة القدم.إي يو (الإنجليزية)
- تومي بيتروفيتش على موقع Soccerway.com (الإنجليزية)
- تومي بيتروفيتش على موقع عالم كرة القدم.نت (الإنجليزية)